# Království ohně
Království ohně (v anglickém originále Reign of Fire) je britsko-americký akční film z roku 2002. Režisérem filmu je Rob Bowman. Hlavní role ve filmu ztvárnili Christian Bale, Matthew McConaughey, Gerard Butler, Izabella Scorupco a Scott Moutter.

## Obsazení
| Christian Bale      | Quinn Abercromby |
| Matthew McConaughey | Denton Van Zan   |
| Gerard Butler       | Creedy           |
| Izabella Scorupco   | Alex Jensen      |
| Scott Moutter       | Jared Wilke      |
| David Kennedy       | Eddie Stax       |
| Alexander Siddig    | Ajay             |
| Ned Dennehy         | Barlow           |